# De Mathelin
De Mathelin (ook: De Mathelin de Papigny) is een van oorsprong een Zuid-Nederlands geslacht waarvan leden sinds 1816 tot de thans Belgische adel behoren.

## Geschiedenis

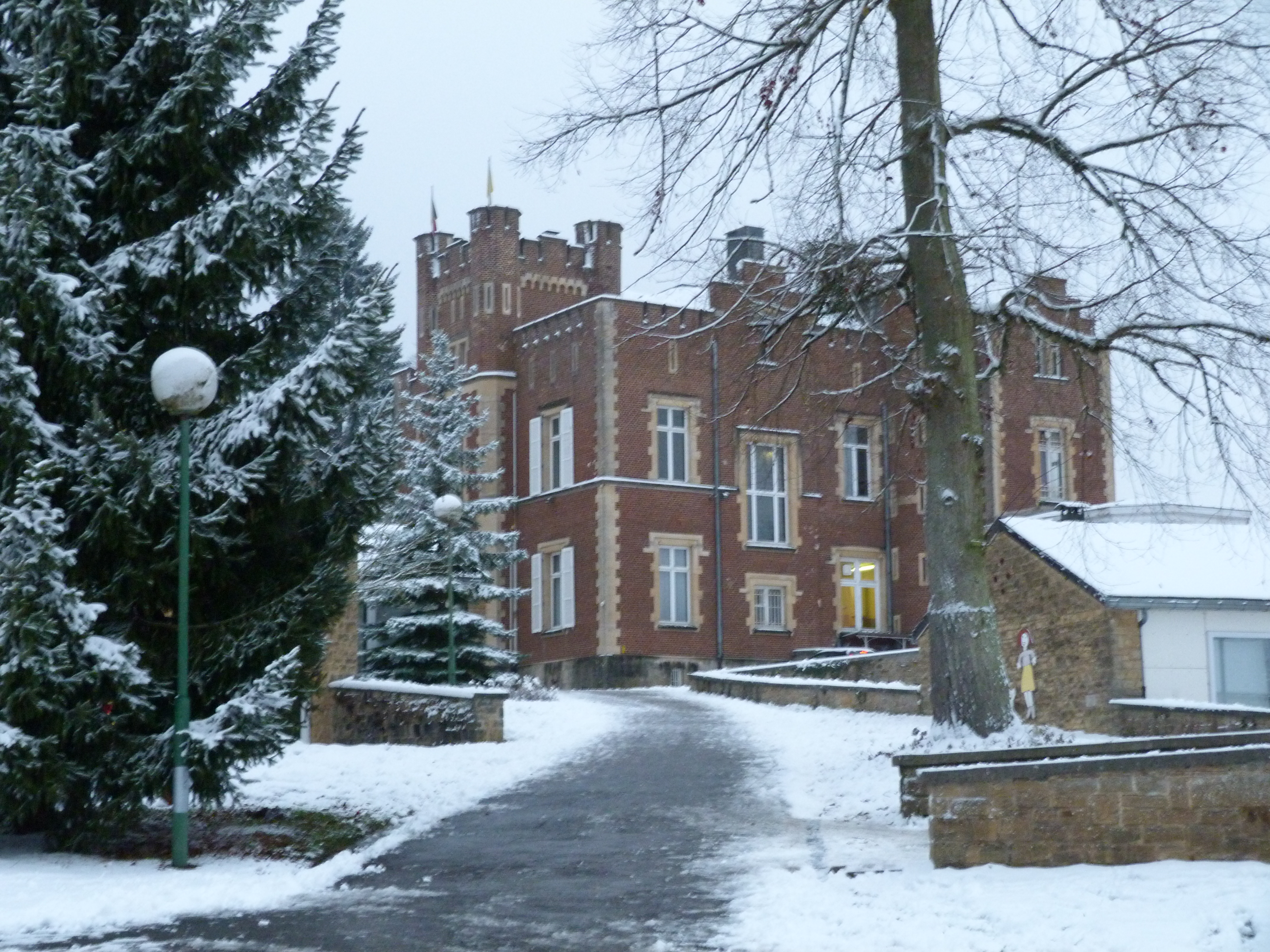
kasteel van Messancy

De familie Mathelin wordt voor het eerst vermeld in 1627, als een telg schepen is van Bastogne. In 1677 werd Jean Charles Mathelin, heer van Isle-la-Hesse, postuum in de erfelijke adel opgenomen, ten gunste van zijn weduwe en hun kinderen.
Zijn zoon, Jean Charles Emmanuel de Mathelin, trouwde met Marguerite d'Arlon. Ze hadden tien kinderen, onder wie Gilles-François de Mathelin, heer van Isle-la-Hesse, luitenant in Oostenrijkse dienst, die in 1806 trouwde met Marguerite de Papigny.

### Adelsbesluiten
- 13 juni 1672: Verheffing van Charles Mathelin, schepen en leenman van het Hoog Gerechtshof van Durbuy
- 8 januari 1677: Jean-Charles Mathelin, heer met hoge rechtsmacht van Isle-la-Hesse in Luxemburg, zoon van Martin, eerste-schepen van Bastogne (volle neef van de voorgaande)
- 7 januari 1681: Jean Mathelin, heer van Mabompré in Luxemburg (volle neef van Charles Mathelin, 1672)
- 5 maart 1816: Benoeming van Jean-Joseph de Mathelin in de Ridderschap van Luxemburg

### Wapenbeschrijvingen
- 1672: De gueules, à un double neud d'amour ou lac entrelassé d'argent en face. Heaume d'argent, grillé et liseré d'or. Cimier: un chien bracque naissant au naturel, au collet d'or, entre un vol adossé aussy d'or. Le bourlet et hachement aux esmaux de l'escu.
- 1677: De gueule, en double n[o]eud d'amour, entrelassé d'argent, en face. Heaume d'argent, grillé et liseré d'or. Cimier: un chien bracque naissant au naturel, au collet d'or, entre un vol adossé aussy d'or, bourelet et hachements aux émaulx de l'escu.
- 1681: De gueule, à un double nœud d'amour [o]u las entrelassé d'argent. [Heaume d'argent], grillé et liseré d'or. Cimier: un chien bracq naissant au naturel, au colle d'or, entre un vol adossé aussy d'or, le bourlet et hachements aux esmaux de l'escu.

## Jean-Joseph de Mathelin
Jean-Joseph de Mathelin (Virton, 18 februari 1780 - Messancy, 16 mei 1853) was een van de vijf kinderen van Gilles-François.
Hij werd eerst landmeter van het kadaster en vrederechter in Messancy en, na 1830, gedeputeerde van de provincie Luxemburg. In 1816, ten tijde van het Verenigd Koninkrijk der Nederlanden, werd benoemd in de Ridderschap van de provincie Luxemburg. Hij was lid van de Provinciale Staten van Luxemburg van 1817 tot 1830. 
Hij trouwde met Marguerite Favrais (1790-1858) en ze kregen vijf kinderen. Door zijn huwelijk werd Mathelin eigenaar van het kasteel van Messancy. In 1809 en tot in 1815 was hij burgemeester van Messancy. In 1813 werd hij vrederechter van Messancy. Hij werd ook lid van de kerkfabriek.
In november 1830 werd hij verkozen tot plaatsvervangend lid van het Nationaal Congres. De effectief gekozen François Tinant weigerde te zetelen, zodat normaal de Mathelin hem moest opvolgen. Deze weigerde echter om gezondheidsredenen en het was Jean-Baptiste Nothomb die zetelde.
In 1836 tot 1841 was Mathelin provincieraadslid voor Luxemburg en van 1836 tot 1838 was hij gedeputeerde. Hij was stichtend voorzitter in 1847 van de Jachtvereniging van Messancy.

## Leopold de Mathelin
Jean Bernard Louis Frédéric Leopold de Mathelin (1815-1880), zoon van Jean-Joseph, trouwde in 1836 met Marie-Thérèse de Steenhault (1815-1894), dochter van Augustin de Steenhault, gouverneur van Luxemburg. Ze hebben afstammelingen tot heden.
Leopold, agent van de Nationale Bank, stichtte in 1850, samen met François Berger en Victor Tesch het discontokantoor in Aarlen. Van 1841 tot 1872 was hij katholiek provincieraadslid. 
Hun zoon, Anatole de Mathelin (1855-1923) trouwde met Fanny Cornesse (1855-1923), dochter van Prosper Cornesse, volksvertegenwoordiger en minister van Justitie. Ze hadden vijf kinderen, onder wie:
- Carl de Mathelin (°1887), die kapitein ter lange omvaart was, in de Tweede Wereldoorlog dienst nam bij de Britse Navy en in zee verging op 9 maart 1943.

## Hippolyte de Mathelin
Jean Baptiste Gabriel Joseph Hippolyte de Mathelin de Papigny (1818-1882), zoon van Jean-Joseph, was provincieraadslid en gedeputeerde van Luxemburg. Hij trouwde in 1844 met barones Laure d'Huart (1822-12890), dochter van Auguste d'Huart, gedeputeerde en interim-gouverneur van Luxemburg. Ze hebben afstammelingen tot heden.
Ze hadden vijf kinderen, onder wie, Hippolyte de Mathelin (1882-1941), mijningenieur en auteur van geschriften die geïnspireerd waren door zijn verblijf in Afrika, zoals:
- Le coup de bambou, verhalen (1922).
- Le coup de chicotte, verhalen.
- Goubéré, poste congolais, roman (1936).
- Les aventures d’un chercheur d'or, roman (1952).
- Gris-gris et tams-tams, gedichten.